# Єврейська міфологія
Єврейська міфологія є основною фольклору, що міститься у священних текстах та традиційних переказах, які допомагають пояснити та символізувати єврейську культуру та юдаїзм. Елементи гебрейської мітології мали великий вплив на християнську та ісламську міфології, а також на світову культуру загалом. Християнська міфологія безпосередньо успадкувала багато переказів від гебрейського народу, розміщуючи спільні перекази зі Старого Заповіту. Ісламська міфологія також містить багато з цих історій, наприклад, розповідь про Сотворення, рознесення на шість періодів, легенда про Авраама, історії Мойсея та ізраїльтян та багато інших.

## Танах
Писання біблійних пророків, зокрема Ісаї, Єзекіїля та Єремії, висловлюють концепцію божественного, яка відрізняється від мітологій сусідів. Замість того, щоб бачити Бога Ізраїлю лише одним національним богом, ці праці описують Ягве (Єгову) як єдиного Бога цілого Всесвіту.
Пророчі писання засуджували участь гевреїв у поклонінні природі і не повністю ототожнювали божественне з природними силами.
Завдяки впливу пророків геврейське богослів'я все частіше зображувало Бога як незалежного від природи і що діє незалежно від природних сил. Замість того, щоб вічно повторювати сезонний цикл учинків, Ягве стояв поза природою і втручався в неї, виробляючи нові історично безпрецедентні події; Еліад писав: "Це була теофанія нового типу, досі невідома — втручання Ягве до історії. Тому це було щось незворотне і неповторне. Падіння Єрусалима не повторює падіння Самарії: руїна Єрусалиму представляє нову історичну теофанію, черговий "гнів" Ягве. […] Ягве виділяється зі світу абстракцій, символів та загальних ознак; він діє в історії та вступає у стосунки з фактичними історичними істотами"

## Теми та розповіді

### Розповіді про Сотворіння

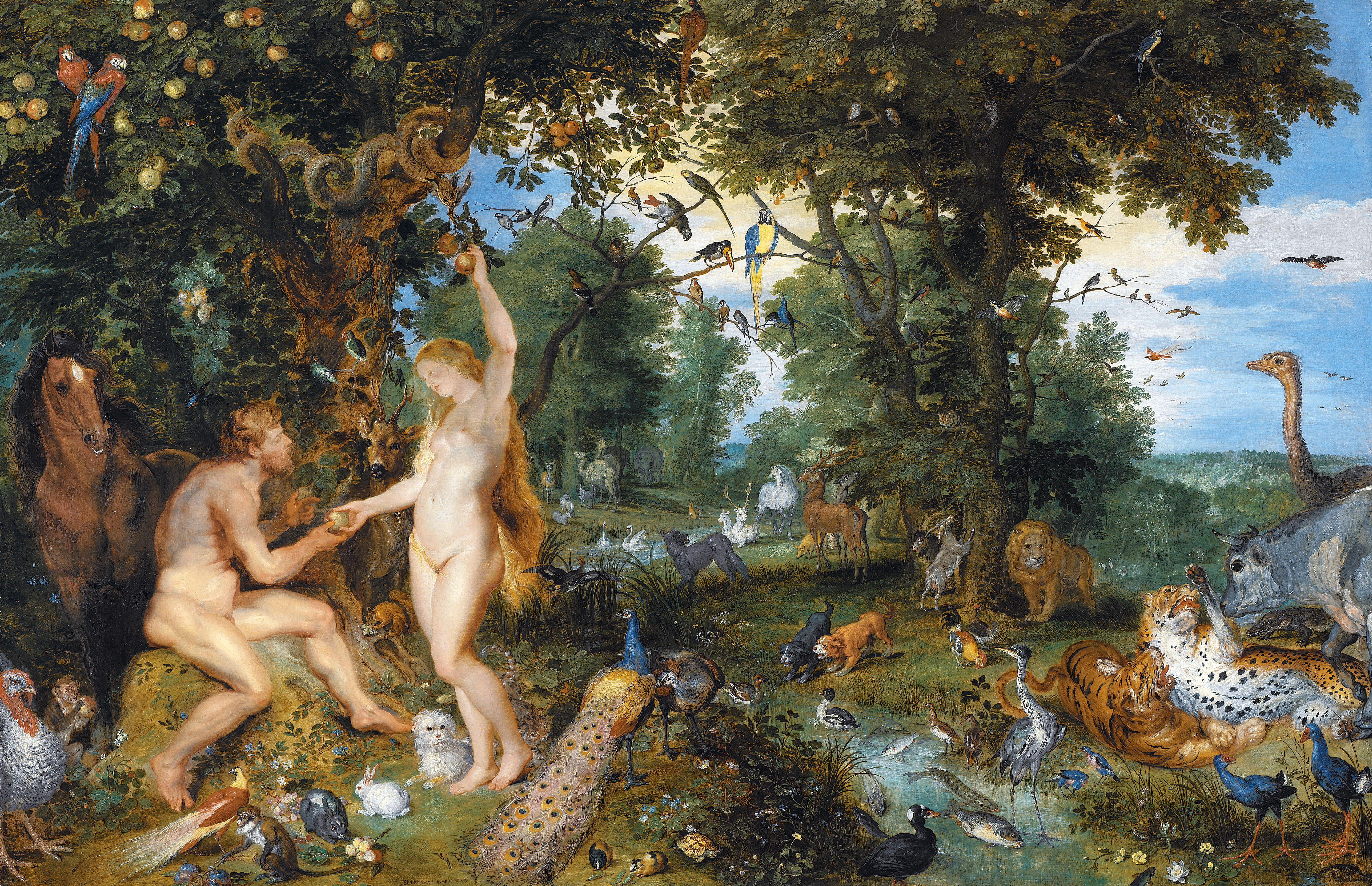
"Едемський сад з гріхопадінням людини" П. Рубенс. Ілюстрація Божого Творіння

Дві історії створення є в перших двох розділах Книги Буття. Спочатку Елогім, геврейське загальне слово для позначення Бога, створює небо і землю за шість днів, потім відпочиває, благословляє і освячує сьомого. У другій історії Бог, якого тепер називають особистим ім’ям Ягве, створює Адама, першу людину, з пилу і розміщує в Едемському саду, де йому дається панування над тваринами. Єва, перша жінка, створена з Адама і є його супутницею. Бог творить за допомогою слова і називає елементи світу так, як він їх створює.
Буття 1: 1–2: 3 порядок створення:
- День 1 – Створення світла (і, мабуть, часу).
- 2 день – Небесна твердь. У Бутті 1:17 зірки поставлені на тверді.
- День 3 – Створення океанського кільця, що оточує єдиний круговий континент.[3] Бог не створює і не робить дерев і рослин, а натомість наказує землі виробляти їх.
- День 4 – Бог ставить "світила" на тверді, щоб "панувати" вдень і вночі, маючи на увазі "сонце" і "місяць".[4]
- День 5 – Створення живих істот.
- День 6 –Створення першого чоловіка та жінки.
- День 7–Творіння супроводжується відпочинком.

У другій історії (Буття 2:4–2:25) порядок інший; Бог створив людину, Едемський сад і посадив дерева, живих істот, а потім першу жінку.

#### "Міф про боротьбу"

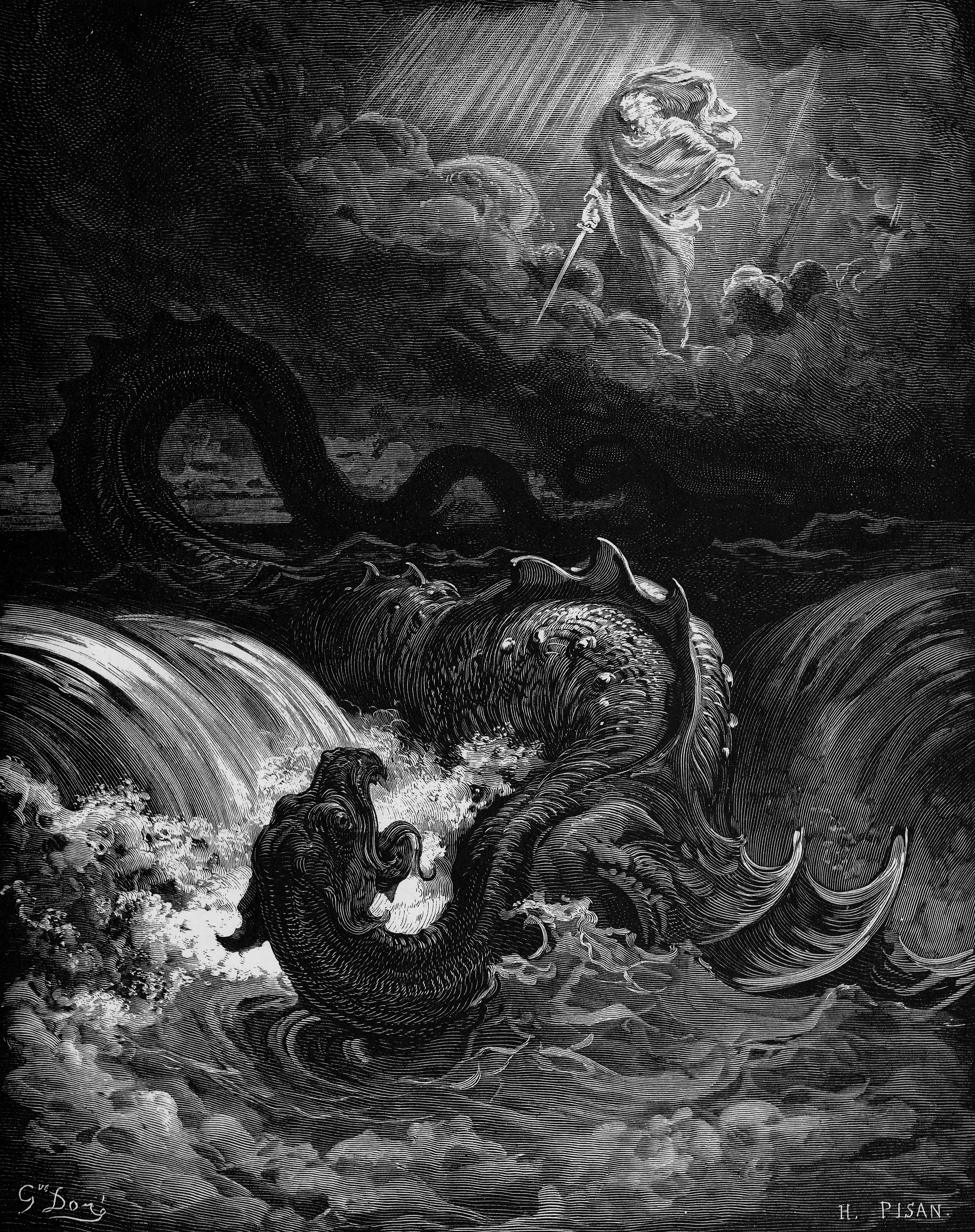
Знищення Левіатана, 1865, Ґюстав Доре. Танах згадує про це морське чудовисько шість разів.

Багато сусідів гевреїв мали "міт про боротьбу" про доброго бога, який бореться з демоном хаосу ; одним з прикладів цієї мітеми є вавилонська Енума Еліш. Менш відомим прикладом є дуже фрагментарний міт про Лаббу. На думку історика Бернарда Макґіна, образ міту про ботротьбу вплинув на гебрейську мітологію. Міф про Боже торжество над Левіатаном, символом хаосу, має форму міту про боротьбу .Окрім того, Макґін вважає, що гебреї застосували мотив міту про боротьбу до стосунків між Богом і Сатаною. Спочатку заступник у Божому суді, призначений діяти як "обвинувачувач" людства (сатана означає "протистояти" – на івриті: שָּׂטָן, сатана, що означає "супротивник"), Сатана перетворився на істоту з "вочевидь незалежною сферою діяльности як джерелом зла " – вже не Божий заступник, а його опонент у космічній боротьбі.
Навіть "Вихід" показує вплив мітів про боротьбу. Макґін вважає, що "Морська пісня", яку співали гебреї, побачивши, як Бог втопив єгипетську армію в Червоному морі, включає "мотиви та мову з міту про боротьбу, що використовується для підкреслення важливости основоположної події в релігійній ідентичності Ізраїлю: перехід через Червоне море і визволення від фараона". Подібним чином Армстронґ зазначає схожість між язичницькими мітами, в яких боги "розділили море навпіл, коли вони сотворили світ", та історією про вихід із Єгипту, в якій Мойсей розділяє Море очерету (Червоне море) – "хоч що будується у Виході, це не космос, а народ". У будь-якому випадку, мотив Бога як "божественного воїна", що воює від імені Ізраїлю, чітко простежується в "Морській пісні" (Вих. 15). Цей мотив повторюється в поезії усіх єврейських Писань (І Самуїла 2; Захарія 9:11–16; 14:3-8).
Деякі порівняльні мітологи вважають, що Єврейська міфологія поглинала елементи язичницької мітології. За словами цих вчених, навіть чинячи супротив язичницькому поклонінню, гебреї охоче вбирали елементи язичницької мітології.

### Міф про Сотворіння

#### Адам та Єва
Згідно з розповідями про творіння в Бутті, Адам і Єва були першими чоловіком і жінкою. У Книзі Буття, Танасі, розділах з першого по п’ятий, є дві розповіді про творіння з двома різними перспективами. У першій Адам і Єва (хоча не згадували імена) були створені разом за Божою подобою і спільно отримали вказівки примножуватися і бути управителями усього іншого, що сотворив Бог. У другому оповіданні Бог формує Адама з пилу і розміщує його в Едемському саду, де він повинен панувати над рослинами і тваринами. Бог розміщує в саду дерево, з якого забороняє Адамові смакувати плоди. Пізніше Єва  була створена з одного з ребер Адама, щоб бути супутницею Адама.

#### Едемський сад

Вигнання Адама та Єви

Біблійна історія про Едемський сад, особливо у розділах 2 і 3 Книги Буття, а також у Книзі Єзекіїля зображує Адама та Єву, як вони ходять навколо Едемського саду оголеними через свою невинність. Чоловік міг вільно їсти будь-яке дерево в саду, але забороняв їсти з дерева пізнання добра і зла. Останній з усіх, Господь Бог сотворив жінку (Єву) з ребра чоловіка, щоб бути супутником людини. Однак Змій заманює Єву з'їсти фрукти із забороненого дерева. Слідом за Євою Адам порушив заповідь і з’їв заборонений плід. Бог проклинає лише Змія і землю. Він пророчо говорить жінці та чоловікові, якими будуть наслідки їхнього гріха, коли вони ослухалися Бога. Потім він виганяє "людину" з Едемського саду, щоб не дати їсти також дерево життя і, таким чином, жити вічно. На схід від саду були розміщені Херувими, і "палаючий меч", що обертався в усі боки, щоб утримувати шлях до Дерева Життя". (Буття 3:24)
Історія Едемського саду використовує богословські мітологічні теми для пояснення людської деградації від стану невинности та блаженства до сучасного людського стану пізнання гріха, біди та смерти.
Джозеп Кемпбел зазначає, що розповіді про райський сад є прикладом мотиву, "дуже популярного в казках, відомого студентам фольклористики як Єдина Заборонена Річ". Інший приклад «Забороненої речі» див. у сербській казці «Баш Челік», в якій герою забороняється відкривати певні двері, але він все одно відкриває, тим самим звільняючи лиходія. Також див. класичну історію про скриньку Пандори в давньогрецькій мітології.

#### Содом і Гоморра

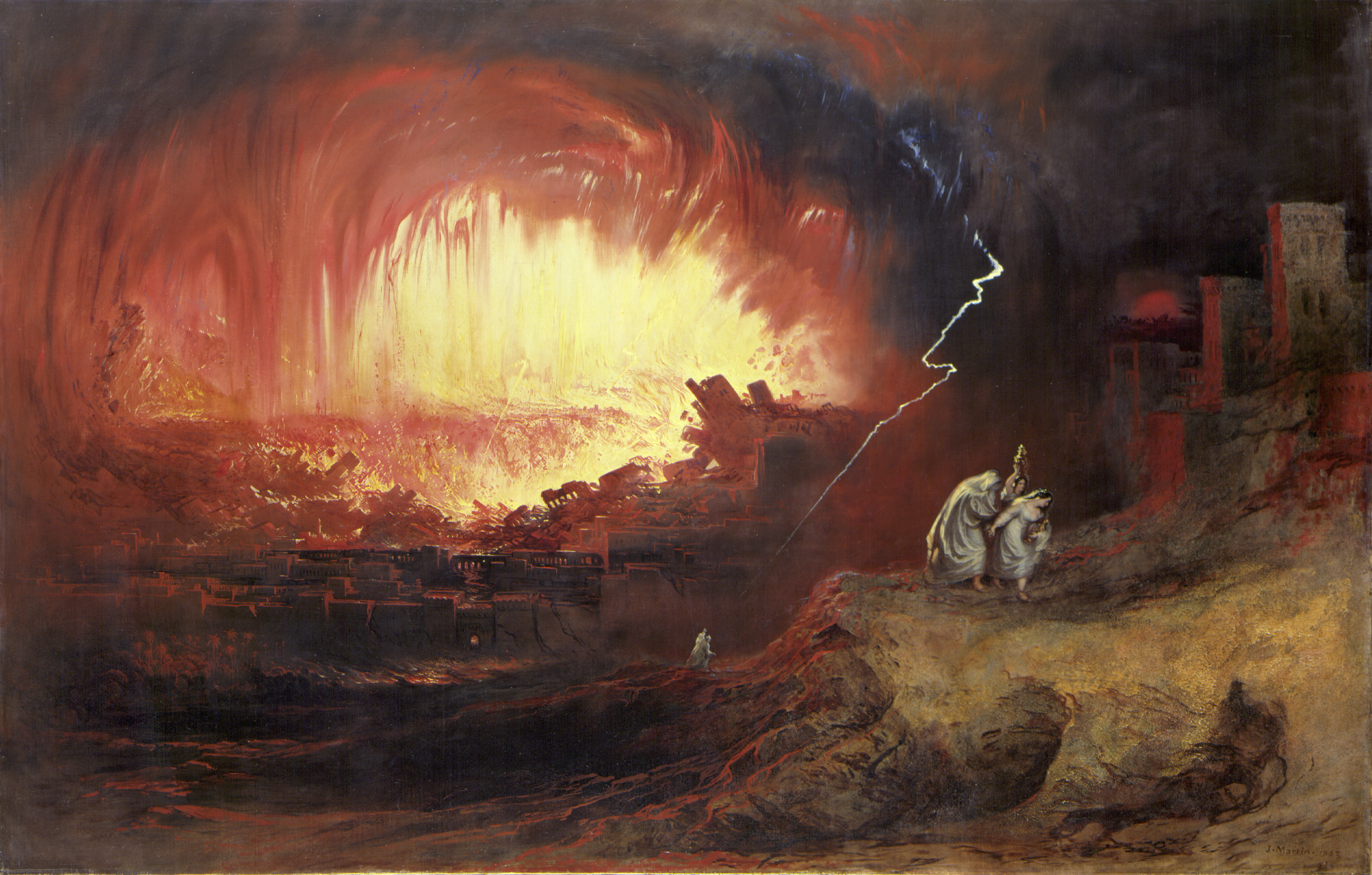
Знищення Содому і Гоморри

Історія Суду над Содомом і Гоморрою викладена в Буття 18–19. Троє чоловіків прийшли до Авраама на рівнинах Мамре. Після того, як янголи побачили гостинність Авраама та Сари, "Господь" відкрив Аврааму, що він підтвердить почуте проти Содому та Гоморри, "і тому, що їх гріх дуже тяжкий". У цей час "люди Содому [були] злими та грішними перед Господом надзвичайно". Содомом правив король Бера, тоді як Гоморрою правив король Бірша.
У відповідь Авраам запитав у Господа, чи пощадить він місто, якщо в ньому буде знайдено хоча б 50 праведників, на що Господь погодився, що він не буде його знищувати заради праведних, які ще в ньому мешкають. Потім Авраам просив у Бога милості на меншу кількість (спочатку 45, потім 40, потім 30, потім 20 і, нарешті, про 10), і Господь щоразу погоджувався. Два янголи були відправлені до Содому для розслідування, і їх зустрів небіж Авраама Лот, який переконав янголів зупинитися у нього, і вони їли з Лотом. Перш ніж лягти, міські жителі вимагали жеребкування, щоб вивести гостей до них, щоб вони могли їх "знати" Буття 19:4–5. Лот відмовився віддати своїх гостей Содомові і, замість цього, запропонував їм двої його незайманих доньок "які не пізнали чоловіка» і «робіть з ними,  усе що хочете». Однак вони відмовились від цієї пропозиції, поскаржилися на цього чужинця, а саме на Лота, віддаючи накази, а потім підійшли, щоб виламати двері. Ангельські гості Лота врятували його і вразили людей сліпотою, і вони повідомили Лота про свою місію знищити місто. Потім (не знайшовши в місті навіть 10 праведників), вони наказали Лотові зібрати свою сім'ю та піти. Коли вони рятувались втечею, один янгол наказав Лотові «не дивитися за собою» (в однині «тобі»). Однак, коли Содом і Гоморру було знищено сіркою та вогнем від Господа, дружина Лотова озирнулася на місто, і постала соляним стовпом.
В авраамічних релігіях Содом і Гоморра стали синонімами покаяного гріха, а їх падіння – прислівним виявом божественної відплати. [Юда 1:7]

### Розповідь про повінь

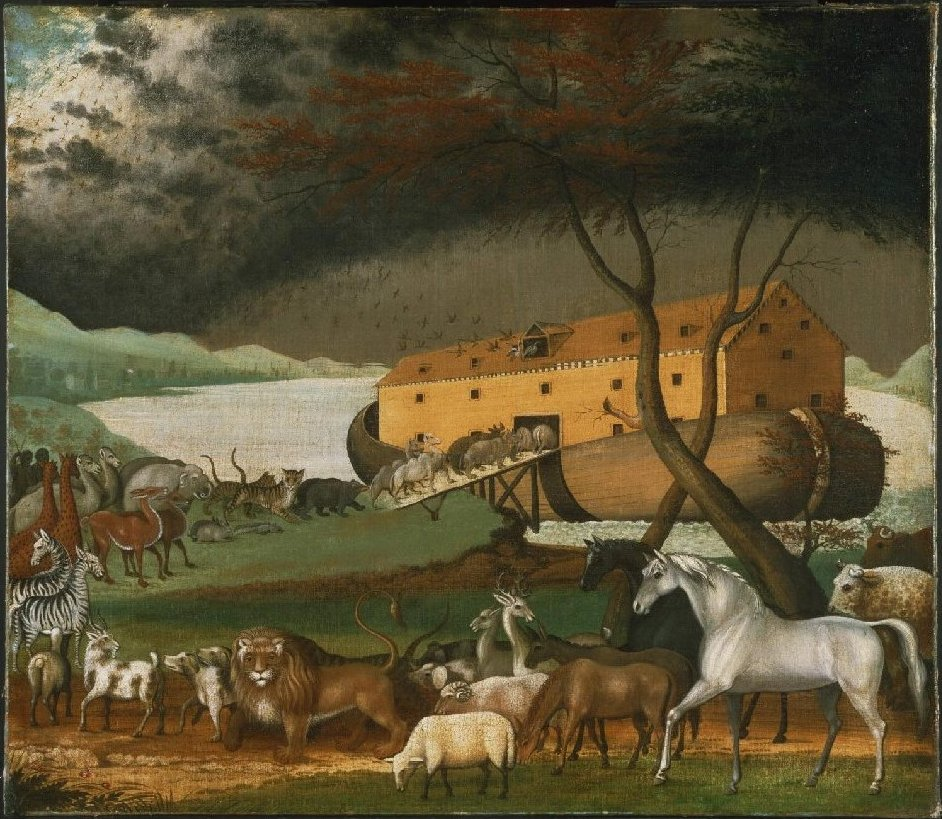
Ноїв ковчег, картина на полотні олією Едвард Гікс, Музей мистецтв Філадельфії 1846 року

Розповідь про Всесвітній потоп має схожість із давніми історіями про повінь, розказаними по всьому світові. Однією з найближчих паралелей є месопотамський міт про світову повінь, записаний в «Епопеї про Гільгамеша». У гебрейській біблійній історії про повінь (Буття 6:5–22) Бог вирішив затопити світ і почати спочатку через гріховність людства. Однак Бог бачить, що людина на ймення Ной був праведним (бо ходив з Богом) і непорочним серед людей. Бог доручає Ноєві побудувати ковчег і наказує йому заносити до човна принаймні по дві тварини разом із сім’єю. Повінь приходить і охоплює світ. Через 40 днів Ной посилає ворона, щоб перевірити, чи не вщухли води, потім голуба; вийшовши з човна, Ной приносить жертву Богові, який відчуває запах «солодкого смаку» і обіцяє ніколи більше не руйнувати землю водою – роблячи веселку символом цієї обіцянки. Подібно до цього в месопотамському Епосі про Гільгамеша  суєта людства заважає богам, які вирішили послати потоп. Попереджений одним із богів, чоловік на ім’я Утнапіштім будує човен і забирає всередину свою сім’ю та тварин. Після повені Утнапіштім посилає голуба, потім ластівку, потім ворона, щоб перевірити, чи не стихли води. Вийшовши з човна, Утнапіштім приносить жертву богам, які відчувають запах "солодкого смаку" і каються у своєму виборі послати потоп.
Ще одним давнім мітом про повінь є індуїстська історія про рибу Матсью. Згідно з цією історією, бог Вішну набуйває подоби риби і попереджує пращура Ману про майбутній потоп. Він каже Ману покласти всіх істот землі в човен. На відміну від біблійних та месопотамських повеней, проте, ця повінь не є унікальною подією, спричиненою божественним вибором; натомість це одне з руйнувань і відтворень Всесвіту, які відбуваються через рівні проміжки часу в індуїстській мітології.

### Національний міф

#### Прабатьки

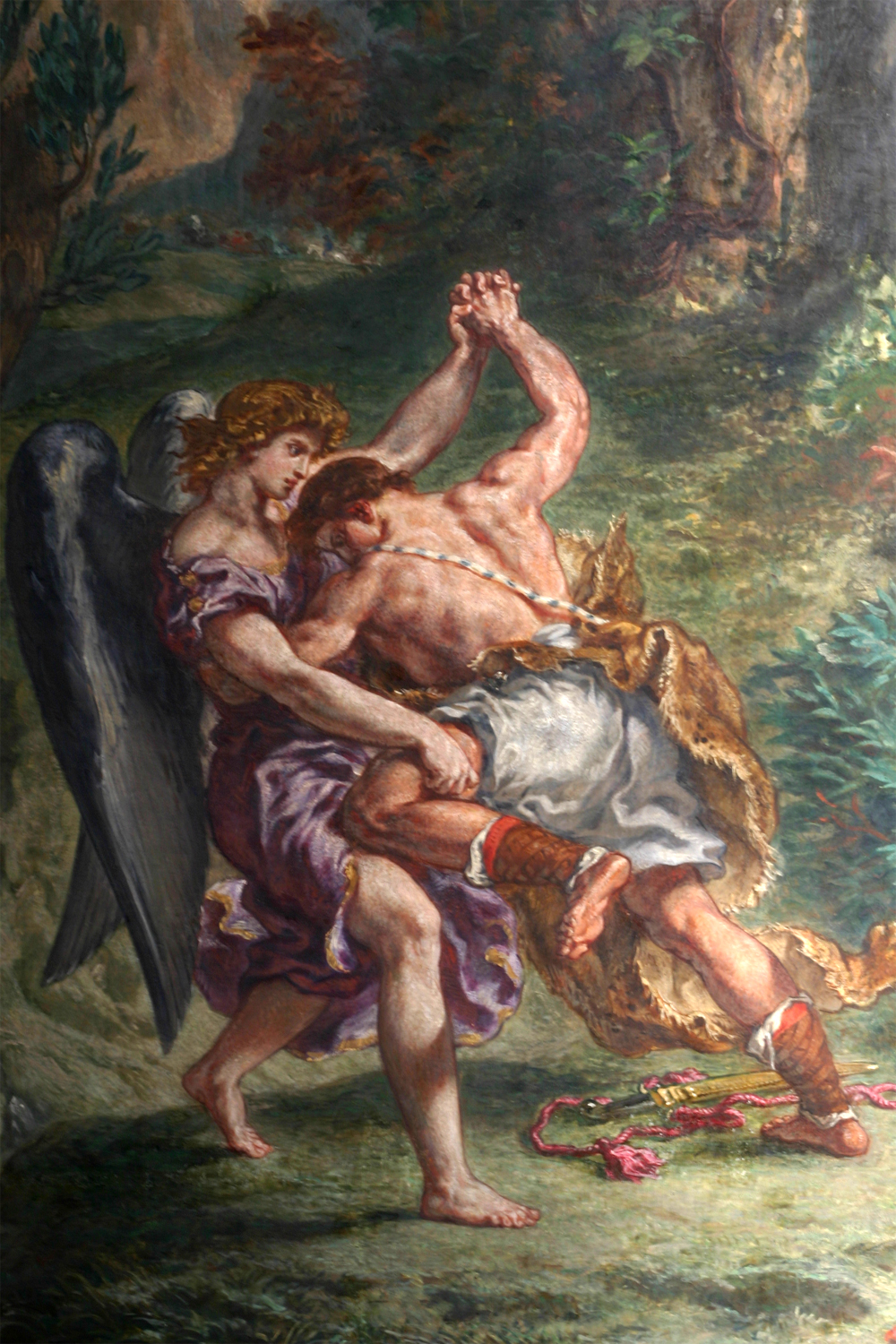
Яків Бореться з Янголом

Прабатьками в гебрейській біблії є Авраам, його син Ісаак, та син Ісаака Яків, якого також звали Ізраїлем, родоначальником ізраїльтян. Ці три особи називаються спільно патріархами юдаїзму, а період, в який вони жили, відомий як патріархальний вік. Розповідь у Бутті обертається навколо тем нащадків та землі. Бог покликав Авраама покинути дім свого батька Тераха і оселитися в землі, спочатку відданій Ханаанові, але яку Бог тепер обіцяє Авраамові та його нащадкам. Висуваються різні кандидати, які можуть успадкувати землю після Авраама; і, поки Ізмаїлу обіцяють заснувати великий народ, Ісаак, син Авраама від його зведеної сестри Сари, успадковує Божі обіцянки Авраамові. Яків є сином Ісаака та Ревеки, і його вважають патріархом ізраїльтян, оскільки його дванадцять синів стали прабатьками "племен Ізраїлевих".

#### Вихід

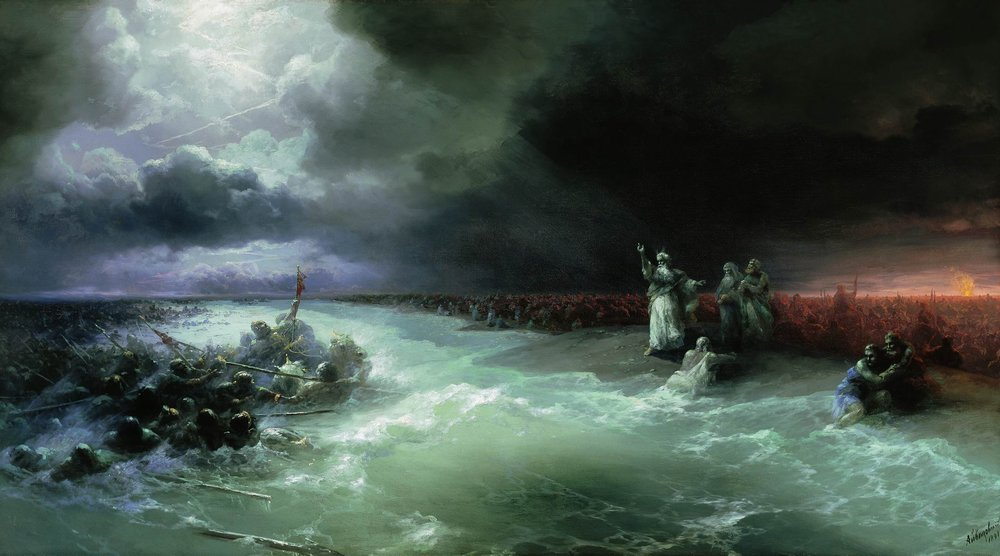
Прохід гебреїв через Червоне море

Історія виходу розповідається в книгах Вихід, Левіт, Числа і Повторення Закону. Ізраїльтяни оселились у країні Гешені за часів Йосипа та Якова, але піднявся новий фараон, який поневолив та пригнічував дітей Ізраїлевих. У цей час народився Мойсей; фараон наказав, щоб усі гебрейські діти чоловічої статі були потоплені в річці Ніл, але мати Мойсея посадовила його до ковчегу і заховала ковчег у хащах біля берега річки, де дитина була виявлена і всиновлена донькою фараона, і виховувалася єгиптянином. Одного разу після того, як Мойсей досяг повноліття, він ібив єгиптянина, який бив гебрея. Мойсей, щоб уникнути смертної кари фараона, втік до Мідії.
Там, на горі Гореб, Бог явився Мойсеєві, коли палаючий кущ відкрив Мойсею своє ім’я YHWH і наказав йому повернутися до Єгипту і вивести свій обраний народ (Ізраїль) із неволі в землю Заповідану. Під час подорожі Бог намагався вбити Мойсея, але Ціппора врятував йому життя. Мойсей повернувся, щоб виконати Божу волю, але Бог змусив фараона відмовити, і лише після того, як Бог піддав Єгипет десяти карам, фараон змирився. Мойсей привів ізраїльтян до кордону Єгипту, але там Бог ще раз зкаменів серце фараона, щоб він міг знищити фараона та його армію на переході через переходіЧервоне море на знак своєї влади над Ізраїлем та народами.
З Єгипту Мойсей привів ізраїльтян на біблійну гору Синай, де йому було дано Десять заповідей від Бога, написаних на кам'яних табличках. Пізніше на горі Синай Мойсей та старійшини уклали завіт, за яким Ізраїль стане народом ЯГВГ, підкоряючись його законам, а ЯГВГ стане їхнім богом. Мойсей передав Ізраїлеві закони Божі, встановив священство під синами брата Мойсея Аарона і знищив тих ізраїльтян, які відпали від його поклоніння. Після того, як минуло сорок років, Мойсей врешті-решт привів ізраїльтян до Ханаанської землі.

### Перекази про героїв

#### Гедеон

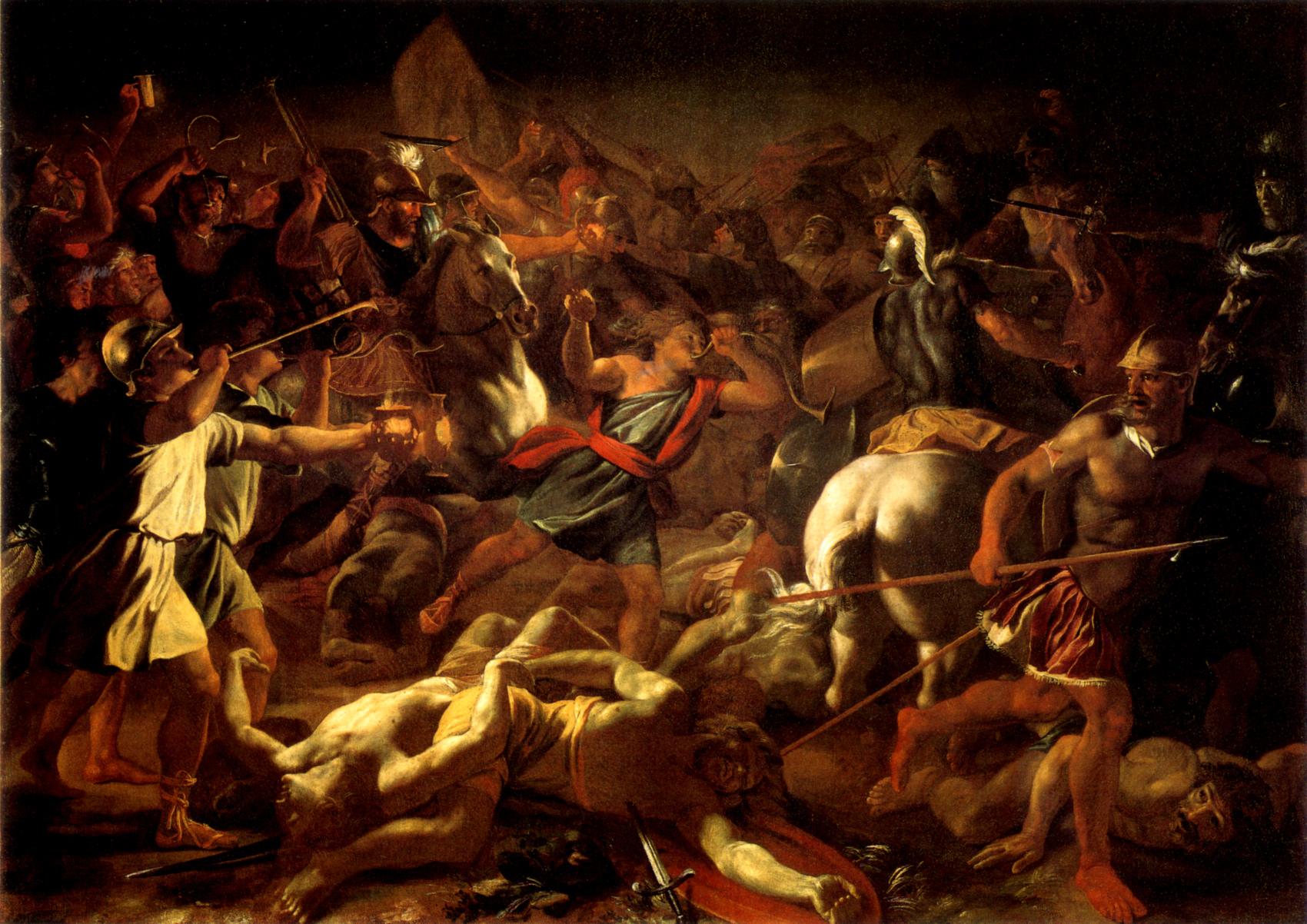
Перемога Гедеона над мідійцями

Гедеон був воєначальником, суддею та пророком, покликання та перемога над мідійцями були вирішальними. Далі він послав посланців, щоб зібрати людей, щоб зустріти збройні сили народу Мідії та Амалика, що переправилися через річку Йордан, і вони отаборилися біля криниці Харод у долині Їзреел. Але Бог повідомив Гедеона, що людей, яких він зібрав, занадто багато – з такою кількістю людей ізраїльтянам буде підставою заявляти про свою перемогу, а не визнавати, що Бог їх врятував. Спочатку Гедеон відправив додому тих чоловіків, які боялися, і запросив будь-кого, хто хотів піти, зробити це; 22 000 чоловіків повернулися додому, а 10 000 залишилися. І все ж про число Бог сказав Гедеону, що їх все ще занадто багато; Гедеон підвів свої війська до води, де всіх, хто язиком доторкався води, поставили убік; усіх, хто став на коліна, щоб випити, приклавши руки до рота, відводили на інший бік. Кількість тих, хто ляпнув, становила триста; але всі інші війська стали на коліна, щоб пити води. Тоді Господь сказав Гедеонові: "Із трьома сотнями, що ляпали, я врятую тебе, і віддам мідійців до твоїх рук. Нехай усі інші йдуть до своїх домівок". (Судді 7:4–7).
Уночі Бог наказав Гедеонові підійти до мідійського табору. Там Гедеон підслухав одного мідійця, який розповідав другові сон, у якому «хліб з ячменю впав у табір Мідії» (Судді 7:13), унаслідок чого їх намет або табір розвалився. Це трактувалося як таке, що Бог передав мідійців Гедеонові. Гедеон повернувся до ізраїльського табору і дав кожному зі своїх людей трубу (шофар) та глиняну посудину із захованим всередині факелом. Розподілившися на три роти, Гедеон зі своїми 300-а людьми рушив на ворожий табір. Він наказав їм засурмити в трубу, подати бойовий клич та запалити факели, імітуючи атаку великої сили. Коли вони це зробили, мідійське військо втекло (Судді 7:17–22). Пізніше їхніх лідерів схопили та вбили.

#### Самсон

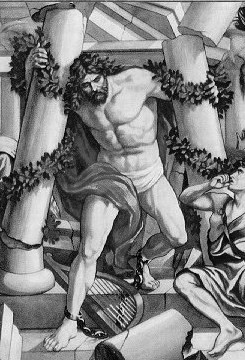
Самсон руйнує храм

Самсон був останнім із суддів давніх ізраїльтян, згаданих у Книзі Суддів. Біблійна розповідь стверджує, що Самсон був назореєм, і що йому було надано величезну силу, щоб допомогти йому проти ворогів і дозволити йому здійснювати надлюдські подвиги  однак, якщо довге волосся Самсона буде підстрижене, тоді його обітниця над назоретами буде порушена і він би втратив сили. Перший випадок цього видно, коли Самсон збирався попросити руку філістимської жінки, коли на нього напав лев. Він просто схопив його і розірвав, бо дух Божий дав йому силу. Після того, як мешканці спалили до смерті дружину і тестя Самсона, Самсон, помстившись, зарізав ще багато філістимлян, сказавши: "Я зробив їм те, що вони зробили мені". Потім Самсон сховався в печері в скелі Етам. Армія філистимлян прийшла до племені Юди і вимагала, щоб 3000 юдейських людей доставили їм Самсона. Щоб уникнути війни та за згодою Самсона, вони зв’язали його двома новими мотузками і збиралися передати його філістимлянам, коли він звільнився від мотузок. За допомогою щелепної кістки осла він убив 1000 филистимлян.
Самсон закохується в Далілу в долині Сорек. Філістимляни підходять до Даліли і спонукають її  за 1100 срібних монет знайти секрет сили Самсона, щоб вони могли захопити свого ворога. Поки Самсон відмовляється розкрити таємницю і дражнить її фальшивими відповідями, він нарешті зношується і каже Далілі, що Бог забезпечує його владою через його посвячення Богові назореєм і що, якщо йому відріжуть волосся, він втратить свою силу. Потім Даліла запрошує його спати «на колінах» і закликає слугу поголити йому волосся. Самсон втрачає сили і його захоплюють філістимляни, які засліплюють його, вибиваючи йому очі. Потім відвозять його до Гази, саджають у в’язницю і ставлять на роботу, обробляючи великі жорна та мелючи кукурудзу.
Одного разу філістимські провідники збираються в храмі для релігійної жертви Дагону за те, що віддали Самсона в їхні руки.  Вони викликають Самсона, щоб люди могли спостерігати, як він виступає перед ними. У храмі так велелюдно, і всі правителі всього уряду Філістії також зібралися там, усього близько 3000 людей. Самсона ведуть до храму, і він просить своїх викрадачів дати йому спертися на опорні стовпи, щоб відпочити. Він молиться про силу, і Бог дає йому силу зламати стовпи, в результаті чого храм руйнується, вбиваючи його і людей всередині.
Академіки інтерпретували Самсона як напівбога (наприклад, Геракла чи Енкіду), включеного в гебрейські релігійні знання або як архетипічного народнього героя.

#### Давид і Голіаф

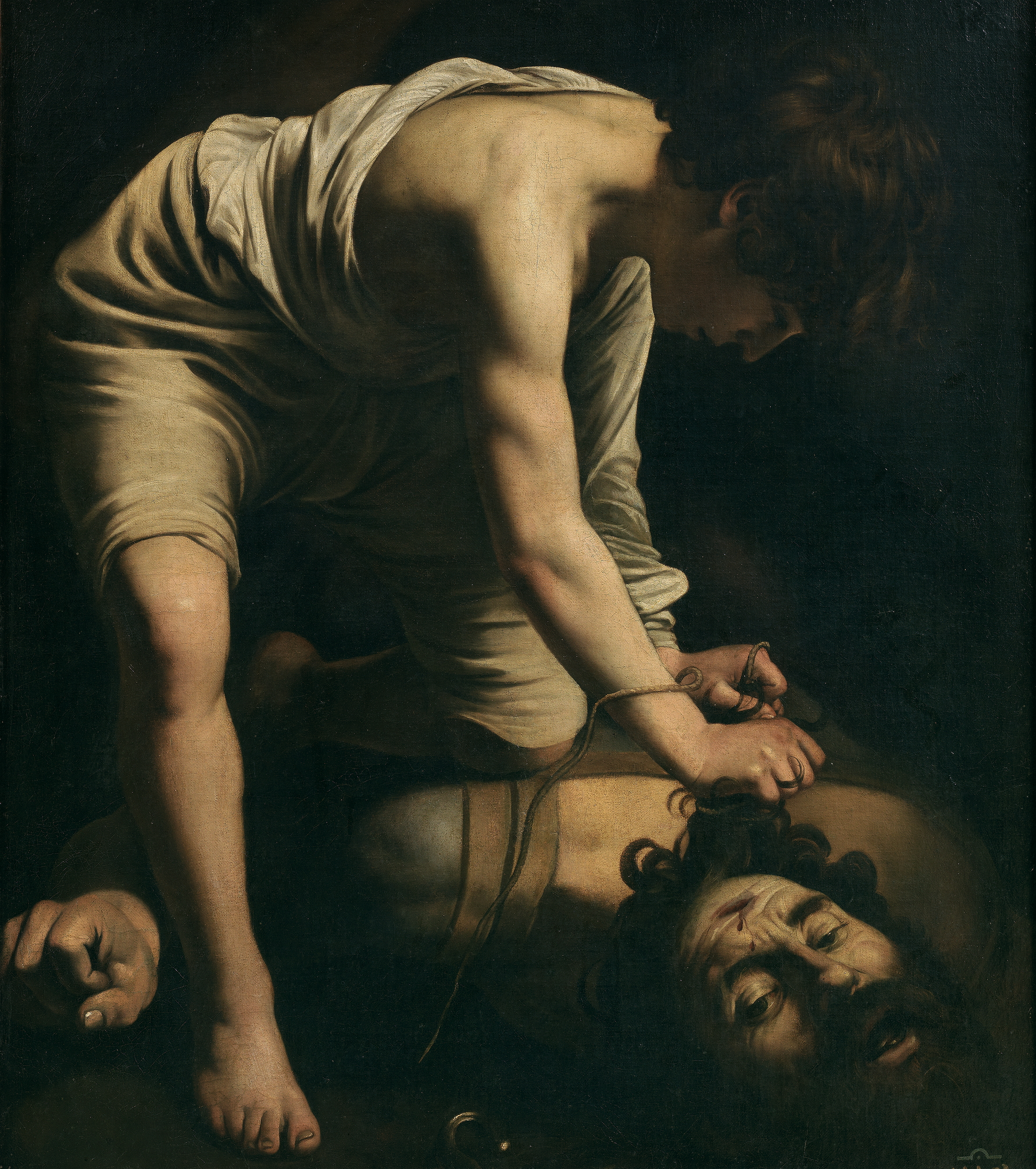
Давид і Голіат

Згідно з Книгою Самуїла, Саул та ізраїльтяни стикаються з філістимлянами в долині Іла. Голіат, чемпіон філістимлян, виходить між рядків і закликає ізраїльтян відправити власного чемпіона для вирішення результату в єдиному бою, але Саул боїться. Давид, приносячи їжу для своїх старших братів, чує, що Голіат кинув виклик Божим військам та пообіцяв винагороду від Саула тому, хто переможе його, і прийме виклик. Саул неохоче погоджується і пропонує свою збрую, яку знімає з себе. Давид відмовляється, беручи лише своє спорядження, строп (івр. קָלַע qāla‘) та п’ять каменів зі струмка.
Давид і Голіат протистоять один одному, Голіат з його обладунками та списам, Давид зі своєю палицею та пращею. Давид жбурляє камінь з пращі і б'є Голіата в центр чола, Голіат падає обличчям на землю, а Давид відрубує йому голову. Філістимляни втікають, і їх переслідують ізраїльтяни "аж до Ґату і до воріт Екрона". Давид кладе зброю Голіата у власному наметі і везе голову до Єрусалиму, а Саул посилає Авнера, щоб привести хлопчика до себе. Цар питає, чий він син, а Давид відповідає: «Я син раба твого Єссей з Вифлеєму».

### Архітектурний міф

#### Вавилонська вежа
Історія Вавилонської вежі пояснює походження різних людських мов. Згідно з історією, яка записана в [[|]] Буття11:1–9, усі на землі говорили однією мовою. Коли люди мігрували зі сходу, вони оселилися в землі Сінар (Месопотамія). Люди там прагнули зробити цеглу і побудувати місто та вежу з вершиною на небі, щоб створити собі ім’я, щоб їх не розкидали по всьому світу. Бог зійшов, щоб подивитися на місто та вежу, і зауважив, що, як один народ з однією мовою, ніщо, щоб вони  не шукали, буде недоступним. Бог зійшов і зруйнував їхню мову, так що вони не могли зрозуміти один одного, і розкидав їх по поверхні землі, і вони припинили будувати місто. Таким чином місто отримало назву Вавилон.

### Наглядачі
Також, можливо, похідною від язичницької мітології є історія про "Наглядачів" (Буття 6:1–4). Згідно з цією історією, колись небесні істоти зійшли на землю, одружилися з людьми і створили нефілімів, «старих героїв, відомих людей». Герейська традиція розглядає цих небесних істот як злих ангелів  але міт може являти собою фрагмент язичницької мітології про богів, що схрещуються з людьми для створення героїв.

## Зороастрійський вплив
Р. К. Занер, професор східних релігій, аргументує прямий вплив зороастризму на гебрейські есхатологічні міти, особливо про воскресіння мертвих з нагородами та покараннями.

### Лінійна історія
Мітолог Джозеп Кемпбел вважає, що юдео-християнська ідея лінійної історії виникла в іранській релігії зороастризму. У міфологіях Індії та Далекого Сходу "світ не повинен був бути реформований, а лише пізнаний, шанований, а перед його законами слід схилятися". На відміну від цього, в зороастризмі нинішній світ "корумпований [...] і підлягає реформуванню за допомогою людських дій".  На думку Кемпбелла, цей "прогресивний погляд на космічну історію" "можна почути відлунням і повторенням у грецькій, латинській, гебрейській та арамейській, арабській та кожній мовах Заходу".
Інші традиційні культури обмежували мітичні події до початку часів і розглядали важливі історичні події як повторення цих мітичних подій. За словами Мірчі Еліаде, гебрейські пророки "увіковічнювали" історію, розглядаючи історичні події як епізоди у постійному божественному одкровенні. Це не означає, що всі історичні події мають значення в юдаїзмі; однак у гебрейській мітології протягом історії відбуваються значні події, і вони не є просто повтореннями один одного; кожна значна подія – це новий вчинок Бога:
"Падіння Самарії насправді відбулося в історії [...] Отже, це було щось незворотне і неповторне. Падіння Єрусалиму не повторює падіння Самарії: руїна Єрусалиму постає новою історичною теофанією". (Eliade, ''Myths, Dreams, and Mysteries'', p. 152)
Показуючи час як лінійний розвиток подій, а не як вічне повторення, Єврейська міфологія пропонувала можливість прогресу. Успадкований християнством, цей погляд на історію глибоко вплинув на західну філософію та культуру. Навіть нібито світські чи політичні західні рухи працювали в рамках світогляду прогресу та лінійної історії, успадкованого від юдаїзму. Через цю спадщину релігійний історик Мірча Еліаде стверджує, що "юдейське християнство робить нововведення першочергового значення" в мітології.
Еліаде вважає, що у гебреїв було відчуття лінійности часу до їх контакту із зороастризмом  але погоджується із Занером, що юдаїзм розробляв свою мітологію лінійности часу з есхатологічними елементами, що виникли в зороастризмі. На думку Еліаде, ці елементи включають етичний дуалізм, міт про рятівника та "оптимістичну есхатологію, що проголошує остаточний тріумф добра".

## Талмуд
Тенденція гебрейського народу до запозичення сусідніх язичницьких звичаїв, засуджених, як це було гебрейськими пророками, повернулася з силою в талмудичний період. Однак майже жодна мітологія не була запозичена до періоду Мідрашів та Талмуду, коли в кабалістичних школах виникло те, що можна назвати містикою.

### Шедім
Одним з таких аспектів була поява шедим; вони стали всюдисущими для звичайних гебреїв  із розширеним доступом до вивчення Талмуду після винаходу друкарського верстата.

### Сни
Самі класичні рабини часом не були вільними від поширення популярних вірувань. Таким чином, поки у  Ber. 55 et seq., і рабі Йоганан стверджували, що це справжні мрії, які приходять вранці або сниться нам іншим, або повторюються  Рабин Меїр заявляє, що сни не допомагають і не завдають шкоди. Тлумачення сновидінь, однак, не є фактором при розгляді мітологізації знань Талмуду, оскільки у той час воно було частиною більш широкого розвитку, що згодом стало дисципліною психологія, а також включало астрологію та вплив травлення на поведінку.

### КерешіТигр зБею-Ілаю
Прикладом типової мітології в Талмуді є дискусія про велетенського оленя та велетенського лева, котрі обидва походять з мітичного лісу під назвою "Бей Ілай". («Бей» означає будинок арамейською). Олень називається «Кереш», у нього один ріг, а його шкура має довжину 15 ліктів. Кажуть, що лев, якого називають «Тигр», настільки великий, що між його вухами є простір у 9 ліктів. Одного разу римський імператор Адріан попросив рабина Ісуса Навина бен Хананія показати йому цього лева, оскільки кожного лева можна вбити, але рабин відмовився і зазначив, що це не звичайний лев. Імператор наполягав, тому рабин неохоче покликав лева "Бей Ілаю". Одного разу він заревів із відстані 400 парасангів, що всі вагітні жінки отримали викидні, і всі міські стіни Риму впали. Потім він дійшов до 300 парасангів і знову заревів, а передні зуби і моляри римських чоловіків випали, і навіть сам імператор впав зі свого трону. Він благав рабина послати його назад. Рабин помолився, і він повернувся на своє місце.

### Традиційні народні вірування
Авторитет Талмуду, схоже, особливо впливає  на популярну концепцію в напрямку народної медицини. Віра в зле око також була поширеною в талмудичні часи, іноді прикмети сприймалися серйозно, хоча в деяких випадках визнавалися лише поширеними віруваннями. Таким чином, хоча оголошено, що не щастить робити щось двічі, наприклад, їсти, пити або мити рабин Дунай визнав, що це давня традиція.

### Посадка деревхупа
Чудовим звичаєм, згаданим у Талмуді, є посадка дерев, коли народжуються діти, та переплітання їх для формування хупи, коли вони одружуються. Однак ця ідея може бути споконвічно іранською і це також є в Індії.

### Мітологічні компоненти агадичної екзегези
Можливо, можна розрізнити в агадичних легендах біблійного характеру ті частини, які, ймовірно, утворювали частину оригінальних розповідей, від тих, що були розроблені за екзегетичними принципами агадистів.
Унікальність талмудичного стилю як запису значення, так і виведення його за допомогою екзегези переводить багато, здавалося б, мітологічних компонентів набагато більшого галахічного змісту у вміст, дуже несхожий на суто розповідний корпус інших культур.

## У популярній культурі
У минулому столітті до сучасности було багато переказів гебрейських мітів (переважно з Тори) та адаптацій для сучасної публіки. Вони здебільшого були в регіонах наукової фантастики, як зазначив Айзек Азімов у своєму вступі до «Більше блукаючих зірок»:
"... Чи може наукова фантастика бути частиною гебрейської культури? З відомих нам фантастичних історій? / І коли я думаю про це, мені починає здаватися, що так і є, і ми знаємо про це. А джерело? Звідки  ж іще? Звідки гебрейське джерело для усього – з Біблії. Нам залишається лише переглядати Біблію, щоб переконатися в цьому самим"
– Айзек Азімов
Далі він показує паралелі між біблійними історіями та сучасними науково-фантастичними тропами:
- "Нехай буде світло" – це приклад передових наукових механізмів
- Бог– позаземний
- Адам та Єва як колоністи на новій планеті
- Змія була інопланетянином, оскільки земні змії не говорять і не виявляють ніякого розуму
- Повінь була історією про світову катастрофу і тих, хто вижив
- Вавилонська вежа (як "Метрополіс", яку вона частково надихнула)
- Мойсей проти єгипетських фокусників – це передова технологічна війна
- Самсон як меч і чаклунство
- Перший розділ Єзекіїля – це обліковий запис НЛО.

Нагороди Г'юґо, однією з найвищих відзнак письменників наукової фантастики, були присуджені біблійні історії. Наприклад, Гарлан Еллісон "У мене немає рота, і я повинен кричати", Ларрі Нівен "Непостійний Місяць" і Гарлан Еллісон "Птах смерти".
Інший приклад – аніме-серія Neon Genesis Evangelion від Hideaki Anno, яка використовує елементи кабали, розповідаючи про переосмислення подій навколо Адама, Єви та Ліліт у футуристичному та апокаліптичному дусі.
У Дивному західному серіалі Едварда М. Ерделака Merkabah Rider представлений хасидський містичний зброєносець, який сильно походить з гебрейських мітів та фольклору.
Часто припускають, що Джеррі Сігель та Джо Шустер, два гебрейські творці Супермена, фактично з витоку супергероїв коміксівбули частково натхненні історією празького Ґолема.